# 瓦尔·史密斯
瓦尔·史密斯（英語：Val Smith，1965年7月29日—），新西兰女子草地滚球运动员。她曾代表新西兰参加2006年、2010年、2014年、2018年和2022年英联邦运动会草地滚球比赛，获得一枚银牌和三枚铜牌。